# 五百蔵正雄
五百蔵 正雄（いおろい まさお）は、日本のアーチェリー指導者。
2000年シドニーオリンピックではアーチェリー日本選手団コーチを務めた。

## 著作
論文（共著）
- 渡辺一志; 五百蔵正雄「アーチェリー技術クリニック (健康・スポーツアカデミー企画)」『公立大学法人大阪市立大学健康・スポーツ科学』第5号、大阪市立大学、14-16頁、2011年3月。 NAID 120005349479。
- 渡辺一志; 五百蔵正雄「アーチェリー技術クリニック (健康・スポーツアカデミー企画)」『公立大学法人大阪市立大学健康・スポーツ科学』第7号、大阪市立大学、13-14頁、2013年3月。 NAID 110009634432。
- 渡辺一志; 五百蔵正雄; 文珠良侑「アーチェリー競技におけるパフォーマンス評価」『公立大学法人大阪市立大学健康・スポーツ科学』第8号、大阪市立大学、1-10頁、2014年3月。 NAID 110009759619。

雑誌連載
- 隔月雑誌『アーチェリー』（レオ・プランニング） - 2012年7月号から2013年7月号まで「心から入る指導」を連載。他、指導者座談会や対談などで掲載あり。